# Black Beck (Blumer Beck)
Der Black Beck ist ein Wasserlauf im Lake District, Cumbria, England.
Der Black Beck entsteht am römischen Lager Caermote. Er fließt in südwestlicher Richtung, bis er östlich von Sunderland mit dem Scalegill Beck und Bewaldeth Beck den Blumer Beck bildet.

## Quelle
- West Cumbria, Cockermouth & Wast Water (= Landranger Map. Band 89). Ordnance Survey, Southampton 2011, ISBN 978-0-319-23205-7.